# Azerbajdžanska vaterpolska reprezentacija
Azerbajdžanska vaterpolska reprezentacija predstavlja državu Azerbajdžan u međunarodnom muškom vaterpolu. Nastupila je do sada samo na jednom međunarodnom natjecanju, I. Europskim igrama održanim u Bakuu u lipnju 2015. godine. Natjecale su se momčadi do 17 godina, a u debiju azerbajdžanska je osvojila 14. mjesto u konkurenciji 16 reprezentacija.

## Nastupi na velikim natjecanjima

### Europske igre
- 2015.: 14. mjesto

## Utakmice
- 13. lipnja 2015.: Azerbajdžan - Rumunjska 6:9
- 14. lipnja 2015.: Mađarska - Azerbajdžan 23:3
- 15. lipnja 2015.: Azerbajdžan - Njemačka 7:17

- 16. lipnja 2015.: Azerbajdžan - Malta 8:7
- 17. lipnja 2015.: Turska - Azerbajdžan 11:6